# 里斯本 (緬因州普查規定居民點)
里斯本（英語：Lisbon）是位於美國緬因州安德羅斯科金縣的一個普查規定居民點。

## 人口
根據2020年美國人口普查的數據，里斯本的面積為9.16平方千米，當中陸地面積為8.95平方千米，而水域面積為0.21平方千米。當地共有人口3217人，而人口密度為每平方千米351.2人。